# Модър
Модър е връх с височина 2011 m, трети по височина в Родопския дял Чернатица.
Върхът е най-големият орографски и хидрографски възел в дяла. При него се събират ридовете Персенкски, Върховръшки, Белочерковски и Средня. Представлява внушителен масив със сложна топография. Склоновете му са покрити с гъсти иглолистни гори. Върхът е труднодостъпен и не е безопасен. На 150 m на юг от триангулачната точка се извисяват внушителни риолитни пропасти, наречени „Белия камък“. На около 1500 m на запад от върха се намира седловина, през която минава трасето на стария Римски път. Същата разделя Модър от Голица, съседен скалист връх. На изток от върха тръгва риолитен рид с върховете „Св. Атанас“ и „Св. Илия“, след които се снишава силно над с. Лилково. Масивът е дом на изключително редки видове и уникални забележителности. Скалните образувания придомяват стада от диви кози целогодишно.